# Daniel Sandin
Daniel Sandin, född 1973, är en svensk författare och gymnasielärare. Han har framförallt skrivit fackböcker som berör skolrelaterade ämnen.
Sandins bok Talrädsla i skolan (Gothia 2017) har rönt uppmärksamhet också utanför skolans domäner eftersom den behandlar ett ämne som skolan traditionellt varit dålig på att fånga upp. 
Sandin har i sitt skrivande ofta satt ljuset på behovet av en professionsledd utveckling av skolan. I boken Lärarens professionella frihet (Studentlitteratur 2018) argumenterar han för att det endast är lärare, i kollegial samverkan, som kan veta hur undervisning bäst bedrivs.
Sandin mottog 2019 Svenska Akademiens svensklärarpris.